# Луцька капела бандуристів
Луцька капела бандуристів — була створена близько 1930 року з учасників української гімназії. Керував та заснував капелу Модест Левицький.
Спочатку бандури замовляли у майстрів бандури в Празі та у майстра Костя Місевича. Пізніше капела поповнилася іншими інструментами. Кількість виконавців збільшилася до 12. Учасниками капелі були та інші.
Капела припинила існування з приходом радянських військ у 1939 році. Більшість учасників були репресовані.